# Pierre Châtelain-Tailhade
Pour les articles homonymes, voir Chatelain et Ledoux.
Pierre Châtelain-Tailhade, signant sous plusieurs noms de plume dont « Valentine de Coin-Coin », « Clément Ledoux » ou « Jérôme Gauthier », est un journaliste français libertaire, né le 16 février 1904 à Vitry-sur-Seine et décédé le 25 mars 1977 à Bruxelles.

## Parcours
En 1925, il est déclaré insoumis et se réfugie en Belgique. Il collabore à cette époque au journal pacifiste La Nature humaine, au journal satirique Le Merle Blanc, et au Rouge et Noir, journal belge pluraliste et indépendant dont la plupart des collaborateurs sont pacifistes. Il épouse en 1927 la fille de Laurent Tailhade, polémiste anarchiste.

## Journaliste auCanard enchaînéet autres collaborations
Il écrit au Canard enchaîné à partir de 1931.
Il est, à l'époque, rédacteur en chef de l'hebdomadaire d'actualités Tout - Édition Patria.
En 1934, il quitte momentanément Le Canard enchaîné pour Le Merle Blanc où il assure la première critique radiophonique de la presse française sous son nom et sous le pseudonyme de Lucrèce ex-Borgia.
Il y publie aussi des poèmes sous le pseudonyme de Trinquemaille.
Il collabore également au journal pacifiste La patrie humaine.
De 1937 à 1938, il collabore au Canard Enchainé pour la critique radiophonique et continue sa collaboration au Merle blanc sous la signature de « L'homme masqué ». Au même moment, collaboration au Crapouillot.
Après la mort d'Eugène Merle, il continue sa collaboration au Merle blanc avec Mme Merle, Henri Jeanson et Alexandre Breffort .
On ne retrouve pas sa signature à la Libération. En effet, il est condamné en Belgique à quinze ans de prison pour collaboration à Radio Bruxelles sous l'occupation.
Il reprend sa collaboration au Canard enchaîné dans les années 1950, sous le pseudonyme de Valentine de Coin-Coin pour la rubrique « Le courrier des Canettes » (un pastiche des courriers du cœur du moment que l'on trouvait dans les journaux féminins), qui deviendra au fil du temps une rubrique plus sérieuse exprimant un certain progressisme en matière de mœurs.
En 1953, sous les pseudonymes de « Jérôme Gauthier », d'« Arsène ex-Lupin » et de « Cousin Jérôme », il tient la rubrique « Faits divers » où les trois personnages sont spécialisés dans l'indignation anti-policière, antimilitariste et anti-étatique.
Il assure la critique littéraire sous le nom de « Le cousin Jérôme », la critique radiophonique sous le nom de « René Ferrey » puis de « Clément Ledoux ». Il y écrit des poèmes sous le nom d'« Ange Rétif ».
En 1954, sous le nom de « Clément Ledoux » (et même en 1966, sous celui de « la Doucette Clément »), la critique radiophonique, et à partir de 1965 la critique télévisuelle (La boîte à images).
En 1963, il collabore au Crapouillot.
Il tient des années 1950 à 1970, sous différents pseudonymes, et par des articles d'une grande diversité, une place centrale au Canard enchaîné.

## Injure à l'armée
Le 1er mars 1961, lors de la guerre d'Algérie, il signe un article intitulé « Les fils de généraux ne meurent pas dans leur lit ».
Trois mois plus tard, il fut poursuivi en justice par le ministre des armées Pierre Messmer pour « injures publiques à un corps constitué ». Le 11 janvier 1963, les magistrats déclarèrent Jeanne Maréchal (directeur de publication) coupable d'injures publiques à l'armée et la condamnèrent à 1 000 francs d'amende ainsi qu'aux dépens. Pendant cette période, il fut notoirement hostile à l'OAS.
Pierre Châtelain-Tailhade mourut le 25 mars 1977. Il était le dernier de la rédaction du Canard enchaîné à avoir connu le fondateur Maurice Maréchal.

## Publications
- Bonsoir plaisir, Ed.de Paris, 1955. (sous le pseudo. de Valentine de Coin Coin)
- L'homme, cet ingénu, Ed. de Paris - série blonde 1956 (sous le pseudonyme de Valentine de Coincoin)
- Cas de rage, Ed. René Julliard - Collection Refus d'obtempérer 1964 (sous le pseudonyme de Jérôme Gauthier). Choix d'articles du Canard Enchainé.